# Brasil en los Juegos Olímpicos de París 2024
Brasil estuvo representado en los Juegos Olímpicos de París 2024 por un total de 277 deportistas, 154 mujeres y 123 hombres, que compitieron en 29 deportes.
Los portadores de la bandera en la ceremonia de apertura fueron el piragüista Isaquias Queiroz y la jugadora de rugby Raquel Kochhann.

## Medallistas
El equipo olímpico brasileño obtuvo las siguientes medallas:
| Nombre | Deporte            | Competición           |
| --- | ------------------ | --------------------- |
| Oro |                    |                       |
| Rebeca Andrade | Gimnasia artística | Suelo F               |
| Beatriz Souza | Judo               | +78 kg F              |
| Ana Patrícia Ramos Eduarda Santos Lisboa | Vóley playa        | Torneo F              |
| Plata |                    |                       |
| Caio Bonfim | Atletismo          | 20 km marcha M        |
| Equipo | Fútbol             | Torneo F              |
| Rebeca Andrade | Gimnasia artística | Concurso individual F |
| Rebeca Andrade | Gimnasia artística | Salto de potro F      |
| Willian Lima | Judo               | –66 kg M              |
| Isaquias Queiroz | Piragüismo         | C1 1000 m M           |
| Tatiana Weston-Webb | Surf               | Individual F          |
| Bronce |                    |                       |
| Alison dos Santos | Atletismo          | 400 m vallas M        |
| Beatriz Ferreira | Boxeo              | Ligero (60 kg) F      |
| Rebeca Andrade Jade Barbosa Lorrane Oliveira Flávia Saraiva Júlia Soares                                                                                    | Gimnasia artística | Equipo F              |
| Larissa Pimenta | Judo               | –52 kg F              |
| Daniel Cargnin Leonardo Gonçalves Willian Lima Rafael Macedo Guilherme Schimidt Rafael da Silva Larissa Pimenta Ketleyn Quadros Rafaela Silva Beatriz Souza | Judo               | Equipo mixto          |
| Rayssa Leal | Skateboarding      | Calle F               |
| Augusto Akio | Skateboarding      | Parque M              |
| Gabriel Medina | Surf               | Individual M          |
| Edival Pontes | Taekwondo          | –68 kg M              |
| Equipo | Voleibol           | Torneo F              |